# Soyuz TMA-16M
Soyuz TMA-16M foi uma missão espacial à Estação Espacial Internacional. Ela transportou três membros da Expedição 43, os cosmonautas Gennady Padalka e Mikhail Kornienko, e o astronauta norte-americano Scott Kelly. A Soyuz permaneceu acoplada à estação espacial para a Expedição 44 como um incremento para servir como veículo de fuga em caso de emergência. Kelly e Korniyenko iniciaram a primeira estadia de um ano na ISS, retornando na Soyuz TMA-18M, lançada em setembro de 2015 e retornaram à Terra em março de 2016.

## Tripulação

### Lançamento
| Posição             | Tripulante        | Duração          | Pousou na     |
| ------------------- | ----------------- | ---------------- | ------------- |
| Comandante          | Gennady Padalka   | 168d 05h 08m 34s | Soyuz TMA-16M |
| Engenheiro de voo 1 | Mikhail Kornienko | 340d 08h 42m 54s | Soyuz TMA-18M |
| Engenheiro de voo 2 | Scott Kelly       | 340d 08h 42m 54s | Soyuz TMA-18M |

### Pouso
| Posição             | Tripulante       | Duração          | Lançou na     |
| ------------------- | ---------------- | ---------------- | ------------- |
| Comandante          | Gennady Padalka  | 168d 05h 08m 34s | Soyuz TMA-16M |
| Engenheiro de voo 1 | Andreas Mogensen | 9d 20h 13m 47s   | Soyuz TMA-18M |
| Engenheiro de voo 2 | Aidyn Aimbetov   | 9d 20h 13m 47s   | Soyuz TMA-18M |

## Parâmetros da Missão
- Massa: 7.200 kg
- Perigeu: 396 km
- Apogeu: 406 km
- Inclinação: 51,65°
- Período orbital: 92,59 minutos

## Insígnia
A insígnia da missão foi desenhada pelo artista gráfico holandês Luc van den Abeelen e mostra a Soyuz chegando para a acoplagem com a ISS. Na borda, o contorno de um cronômetro é visível, o qual, combinado com a figura de três corredores no desenho, representam a "maratona" a ser realizada por esta missão, na qual dois de seus membros, Kornienko e Kelly, ficarão um ano em órbita e o comandante Padalka quebrará o recorde de dias acumulados no espaço. Três estrelas para os tripulantes, seus nomes, a identificação da espaçonave e a logomarca da Roskosmos, a agência espacial russa, completam o fundo do cronômetro-insígnia. As cores das bandeiras russa e americana formam o contorno mais externo do desenho.

## Missão de um ano na ISS

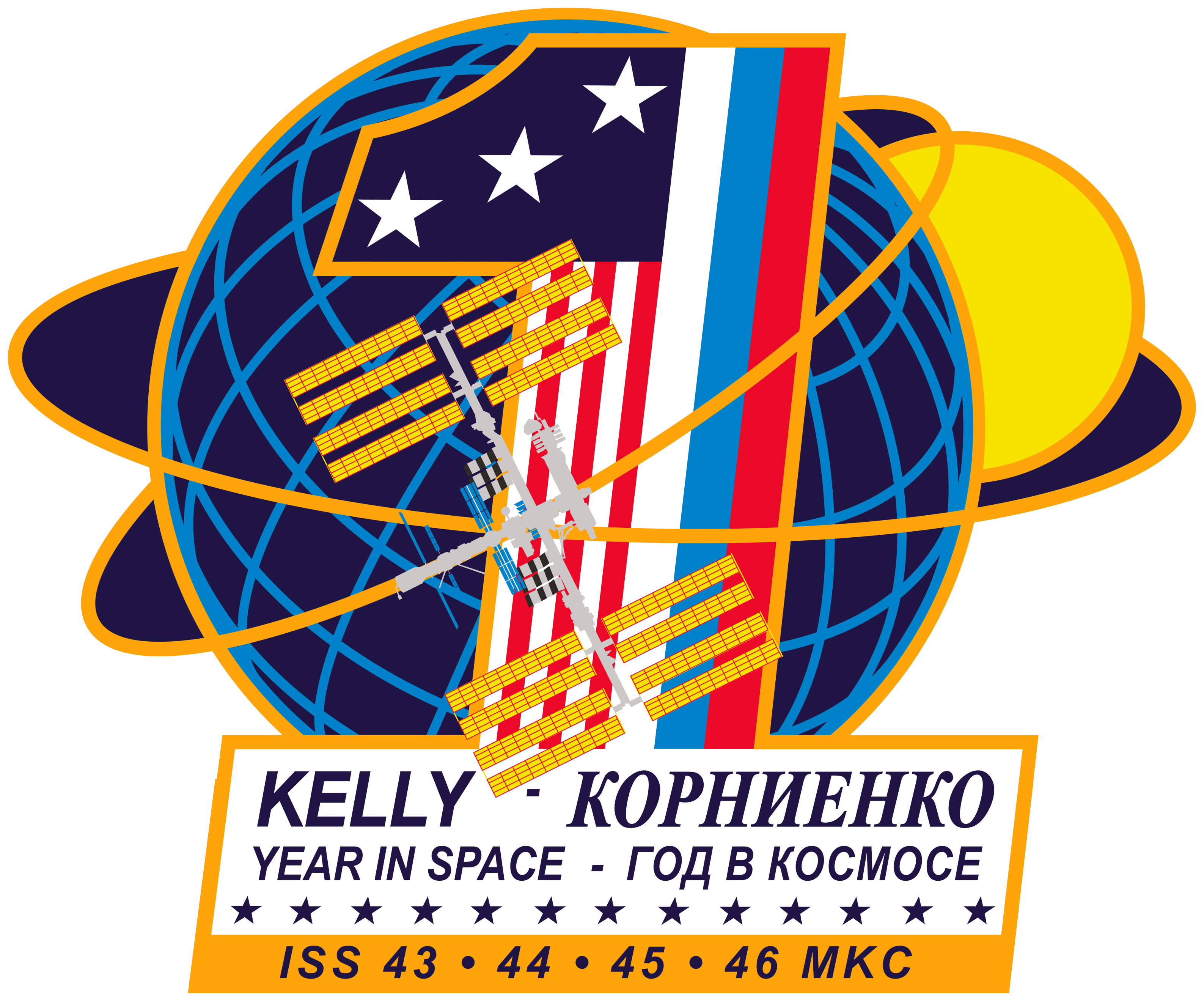
Insígnia da "Missão de um Ano"

Em novembro de 2010, a NASA, a Roskosmos e seus parceiros internacionais, anunciaram a seleção de dois astronautas veteranos para uma estadia de um ano a bordo da estação espacial, a mais longa já realizada na ISS. A NASA selecionou o astronauta Scott Kelly, já veterano de três missões anteriores, duas no ônibus espacial e uma na Soyuz com estadia na ISS, e a Roskosmos selecionou Mikhail Kornienko, integrante das Expedições 23 e 24 em 2010.
O objetivo da experiência é o estudo do efeito da microgravidade no corpo humano por um prolongado período de tempo e sua adaptação e reação ao duro ambiente espacial. Os dados recolhidos durante um ano vão ajudar a comparar as avaliações atuais de desempenho e saúde da tripulação e poderão determinar melhor e validar contramedidas para reduzir os riscos associados com a exploração futura do espaço, como a NASA planeja fazer para missões ao redor da Lua, de um asteróide e, finalmente, de Marte. No caso de Scott Kelly, estudos simultâneos do desempenho do organismo e sistemas nervoso e circulatório serão feitos em seu irmão gêmeo, Mark Kelly, também um astronauta, que permanecerá na Terra, monitorado pelo mesmo período de um ano.

## Lançamento e acoplagem
A nave foi lançada do Cosmódromo de Baikonur na ponta de um foguete Soyuz-FG às 19:42 UTC de 27 de março de 2015. Depois de entrar na órbita baixa da Terra, nove minutos após o lançamento, ela executou as manobras de voo e aproximação da ISS, onde acoplou-se no módulo Poisk cerca de seis horas após o lançamento, às 01:33 UTC de 28 de março, quando a estação sobrevoava a Colômbia.

## Retorno
A nave permaneceu acoplada à ISS até 11 de setembro de 2015, quando retornou trazendo o comandante Padalka, o primeiro astronauta dinamarquês, Andreas Mogensen, e o primeiro cosmonauta cazaque, Aidyn Aimbetov; Morgensen e Aimbetov forma lançados na Soyuz TMA-18M no início de setembro e ficaram apenas dez dias na ISS. O pouso se deu às 00:51 UTC de 12 de setembro (06:51 hora local) a sudeste da remota cidade de Dzhezkazgan, no Casaquistão, onde os tripulantes foram recolhidos pela equipe de apoio em terra.
Os outros dois tripulantes do lançamento, Kelly e Kornienko, permanecerão a bordo para uma estadia de um ano em órbita, a primeira de tal duração na ISS, que serve como teste de astronautas para uma futura missão tripulada à Marte.

## Galeria

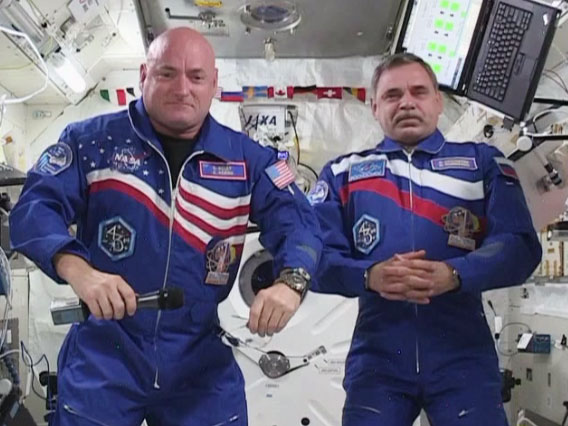
Kelly e Kurnienko, os dois integrantes da "One-Year Crew Mission" que passarão um ano na ISS, no módulo japonês Kibo.
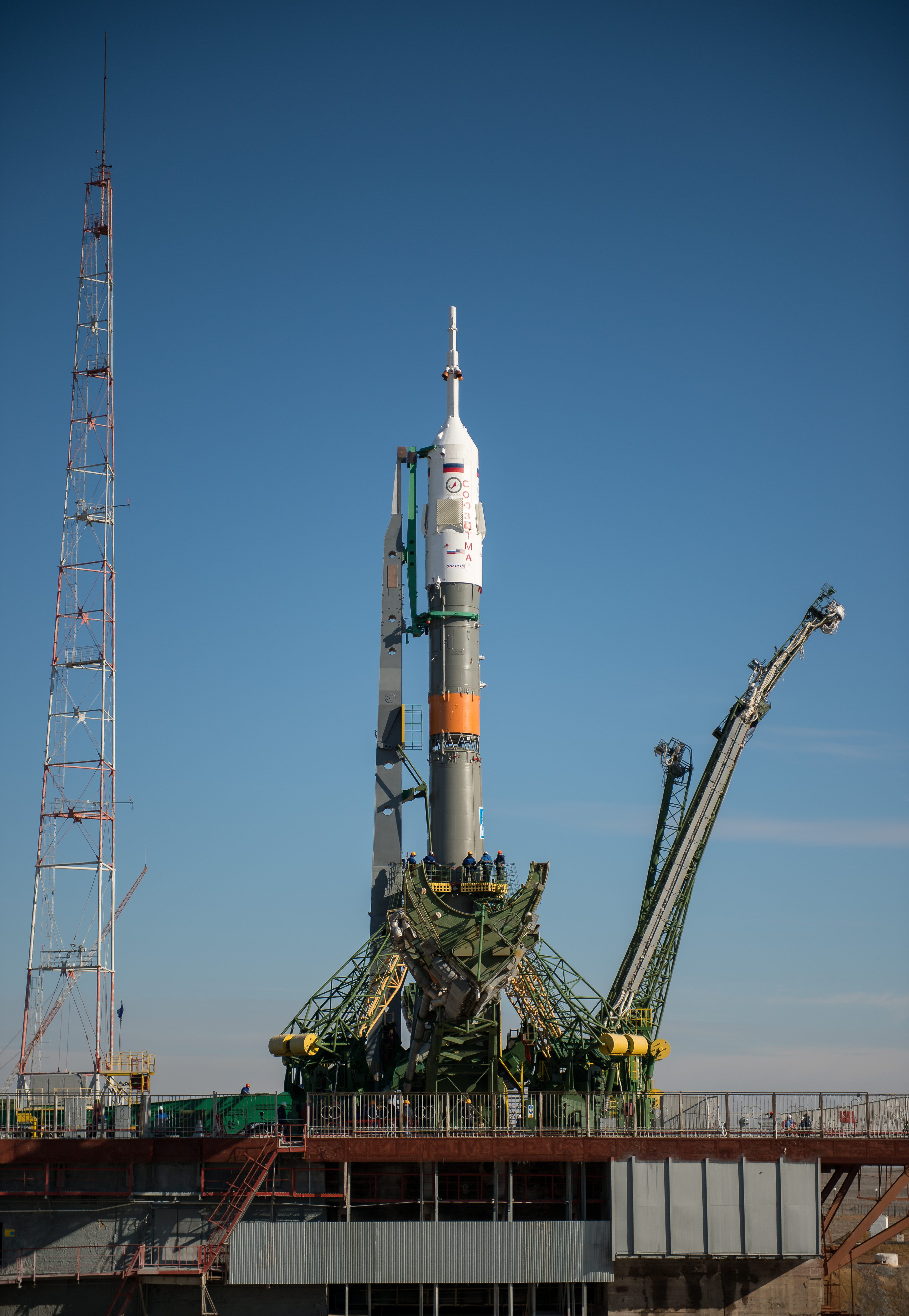
A Soyuz TMA-16M pronta para o lançamento.
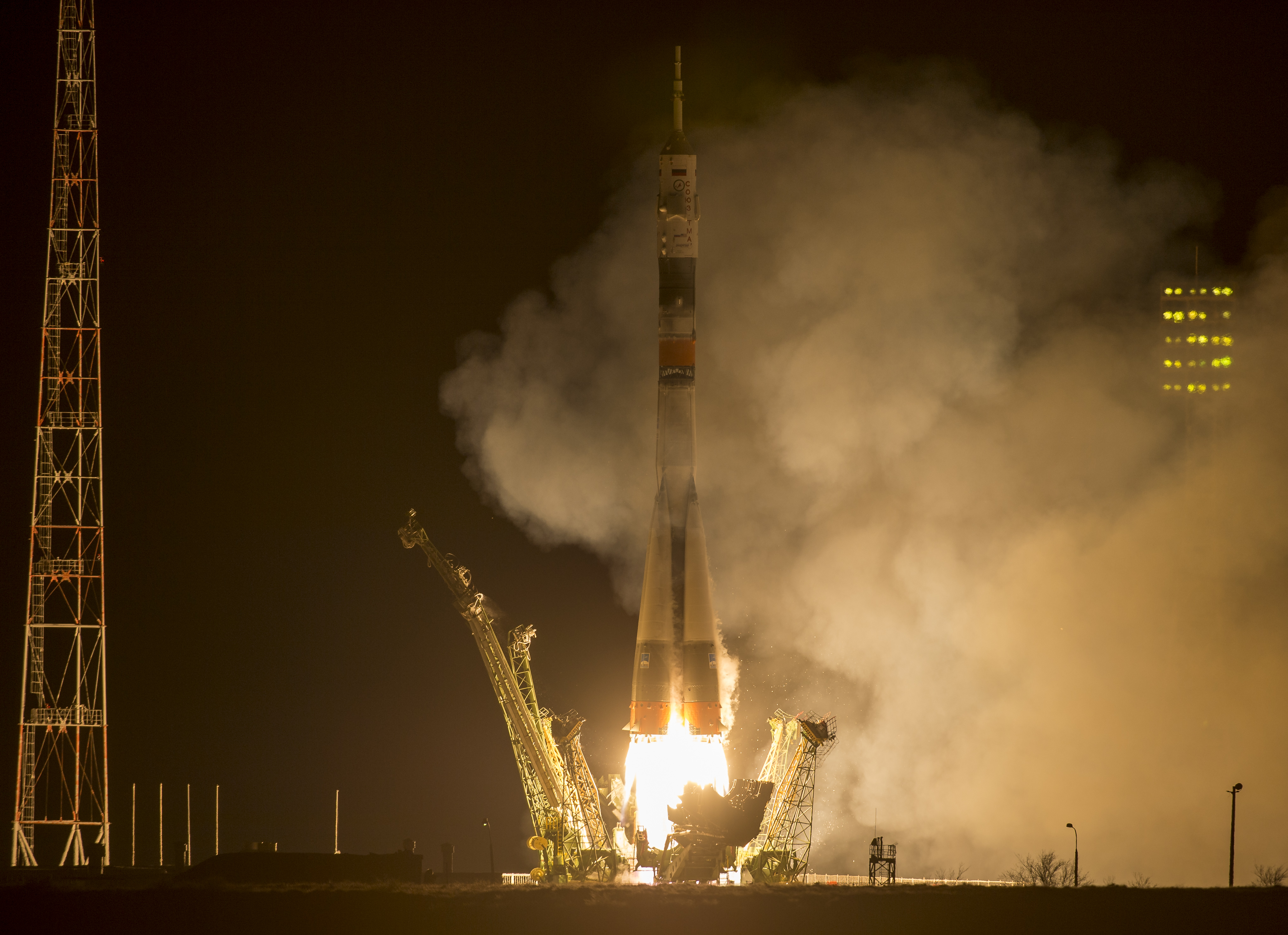
Lançada do Cosmódromo de Baikonur em 27 de março de 2015.
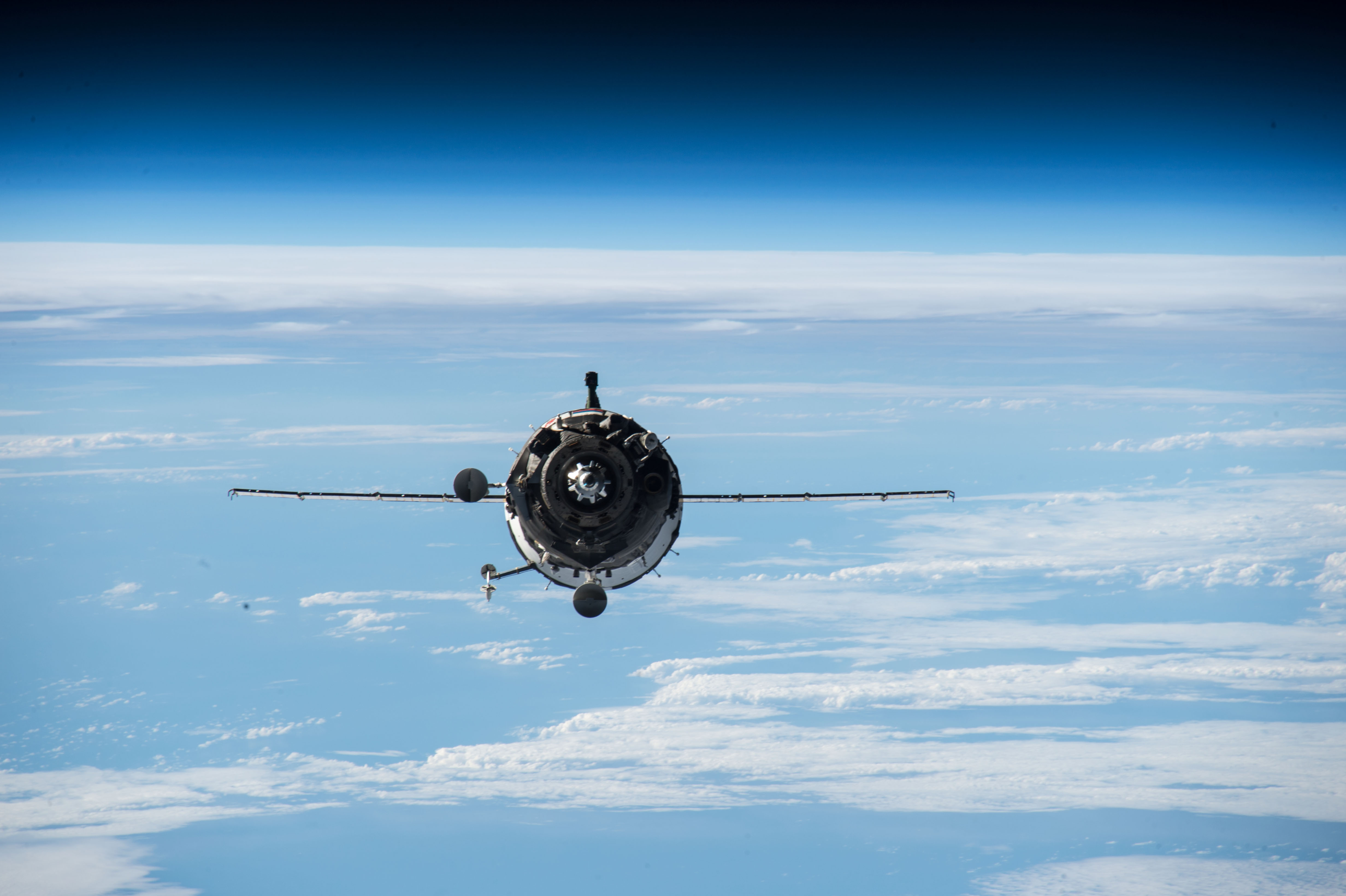
A TMA-16M aproxima-se da ISS para acoplagem.
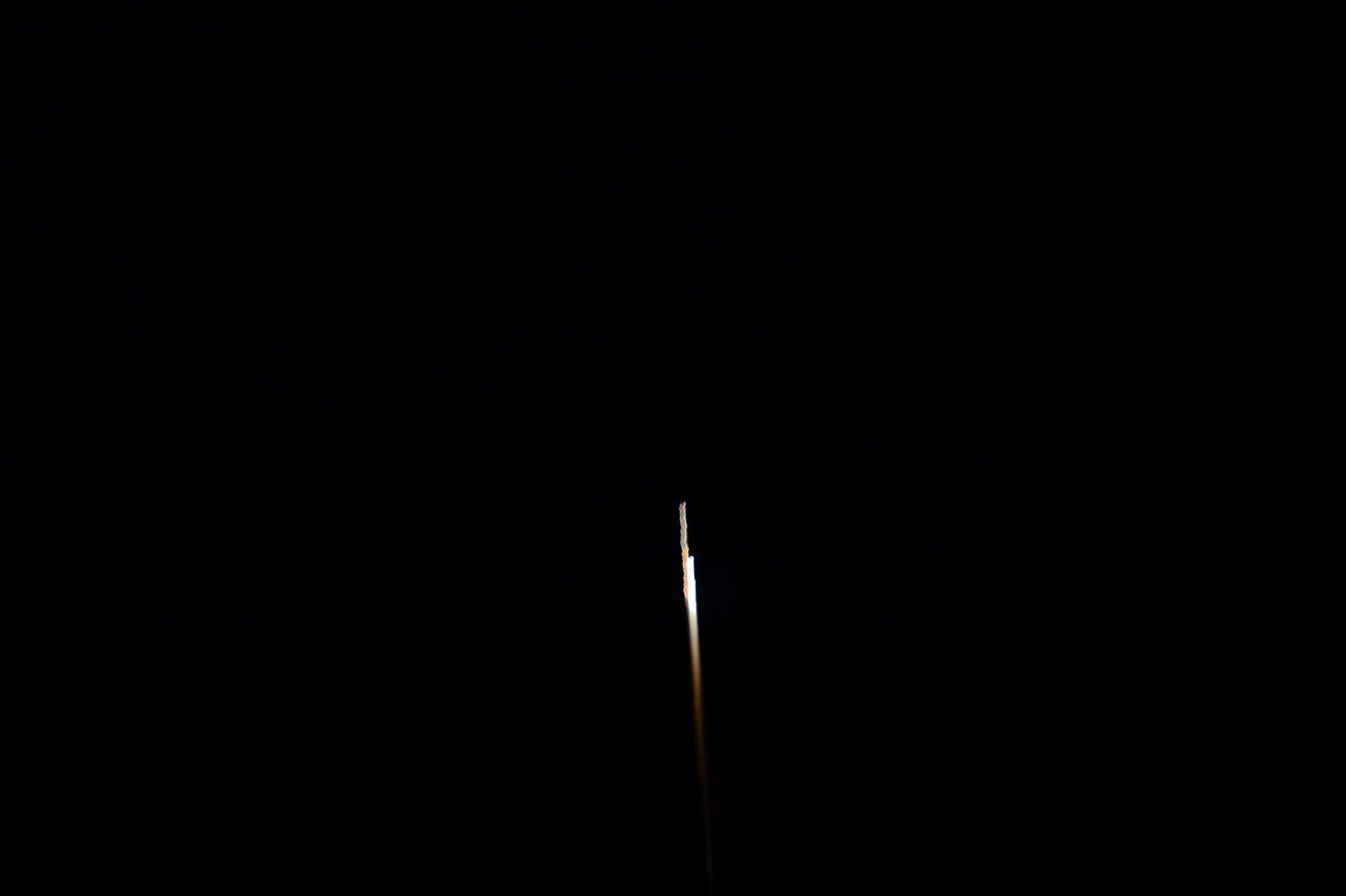
A reentrada da espaçone na atmosfera.